# مردی کامن
مردی کامن (به آلمانی: Blauenstein) یک شهرک در اسلواکی با جمعیت ۱٬۴۵۷ نفر استکه در Veľký Krtíš District واقع شده‌است.

## نگارخانه

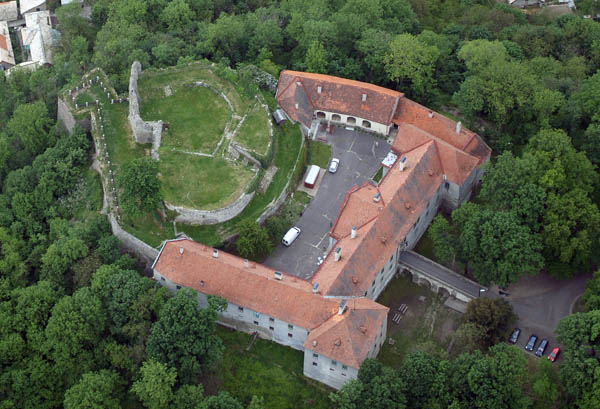
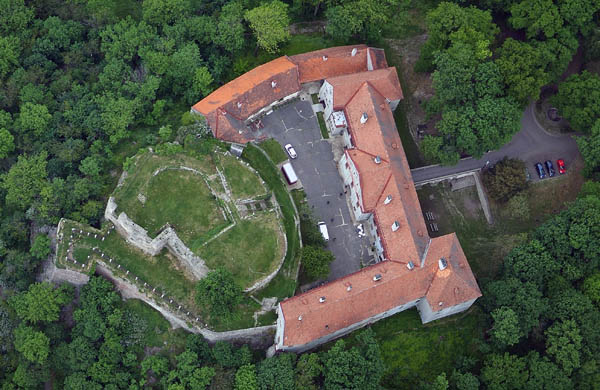
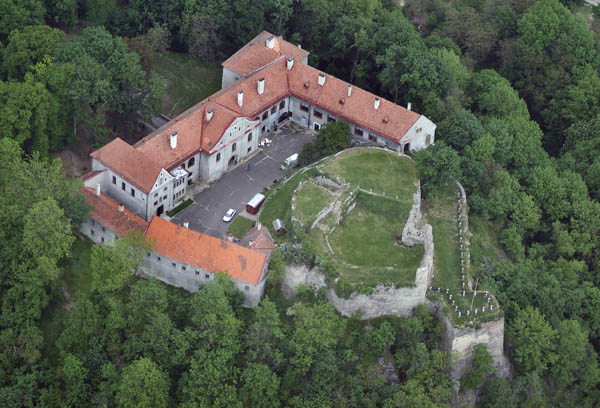